# Банкрофт (Западна Вирџинија)
Банкрофт (енгл. Bancroft) град је у америчкој савезној држави Западна Вирџинија.

## Демографија
По попису из 2010. године број становника је 587, што је 220 (59,9%) становника више него 2000. године.
| Група             | 2000.       | 2010.       |
| Белци             | 358 (97,5%) | 579 (98,6%) |
| Афроамериканци    | 0 (0,0%)    | 0 (0,0%)    |
| Азијати           | 0 (0,0%)    | 0 (0,0%)    |
| Хиспаноамериканци | 2 (0,5%)    | 4 (0,7%)    |
| Укупно            | 367         | 587         |